# Perspective Lénine (Iekaterinbourg)
La perspective Lénine (Проспект Ле́нина) est la principale avenue de la ville d'Ekaterinbourg en Russie. Au début du XIXe siècle, elle s'appelait la grand-rue (Большая улица), de 1845 à 1945, la perspective principale (Главный проспект, avenue principale), puis jusqu'en 1962, la rue Lénine. Elle est nommée d'après Vladimir Lénine. Elle commence place des Communards (Площадь Коммунаров) et se termine place Kirov (rue de la Paix, улица Мира). Elle traverse quatre raïons (districts): du n° 1 ou n° 33 (numéros impairs) jusqu'à la rue Gorki, c'est le raïon Verkh-Issetski; du n° 35 au 105 à partir de la rue Gorki jusqu'à la rue de la Paix, c'est le raïon Kirov. Du n° 2 au 38A (numéros pairs), jusqu'à la rue Karl Liebknecht, c'est le raïon Lénine; du n° 40 au 58, de la rue Liebknecht à la rue de l'Est (Vostotchnaïa), c'est le raïon Octobre (Oktiabrski). Du n° 60A au n° 74, à partir de la rue de l'Est jusqu'à la rue de la Paix, c'est le raïon Kirov. La voie s'étend sur 4,6 km.

## Histoire et architecture

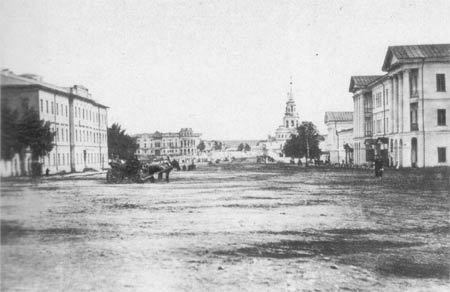
Vue de l'avenue principale vers le barrage de l'étang de la ville (1910).

L'avenue a été construite tout au long de l'histoire de la ville avec des bâtiments de différents styles architecturaux. Depuis le XVIIIe siècle, l'avenue a conservé l'allée centrale (elle a été reconstruite à plusieurs reprises et planifiée pour être supprimée, mais a survécu jusqu'à ce jour). Elle a été formée lors de la construction du barrage de l'étang de la ville sur la rivière Isset en 1723. En passant par le barrage, la rue reliait les moitiés ouest et est de la ville (côtés rue de l'Église et rue du Commerce). La rue a été construite progressivement, le long des routes de Moscou et de Chartach.
Le premier édifice construit en pierre (et parmi les plus anciens conservés de la ville) est celui de la direction principale des usines minières (chancellerie des mines) construit en 1737 et refait en style néoclassique au milieu du XIXe siècle. En 1820-1821, l'on construit la pharmacie du département des mines de style néoclassique (aujourd'hui musée). En 1860-1866, c'est au tour du palais Sevastianov (ancien tribunal de district) d'être construit au bord de l'étang de la ville, par A.I. Padoutchev. En 1912, la ville fait bâtir le théâtre d'opéra et de ballet (selon les plans de V. Semionov par Constantin Babykine, réaménagé en 1982).
Dans les années 1920-1930, la plupart des bâtiments d'avant la révolution sont détruits et l'on élève à la place des édifices de style constructiviste, comme en 1934 la maison des communications (n° 39, aujourd'hui poste principale); en 1930 la maison de l'imprimerie (n° 47, imprimerie du journal Le Travailleur ouralien); l'immeuble de l'Oblispolkom (comité exécutif de l'oblast, n° 34, construit en 1934); en 1930 le club des constructeurs (n° 50); les immeubles résidentiels 1er bâtiment du conseil municipal (n° 36, 1928) et 4e bâtiment du conseil municipal (n° 5, architecte Sigismund Dombrovski, 1929-1931); le quartier des tchékistes (n° 69, architectes Ivan Antonov, Veniamine Sokolov, Arseni Toubassov, 1929-1936) et la maison du Gospromoural (n° 52-54, 1931-1938. Plus tard, l'on construit l'immeuble de l'état-major de l'Oural avec un complexe résidentiel (n° 71, 1935-1940). la fin de l'avenue voit se construire le bâtiment de l'université technique de l'Oural (1939).
Le tramway est installé en 1929-1931 sur toute la voie.

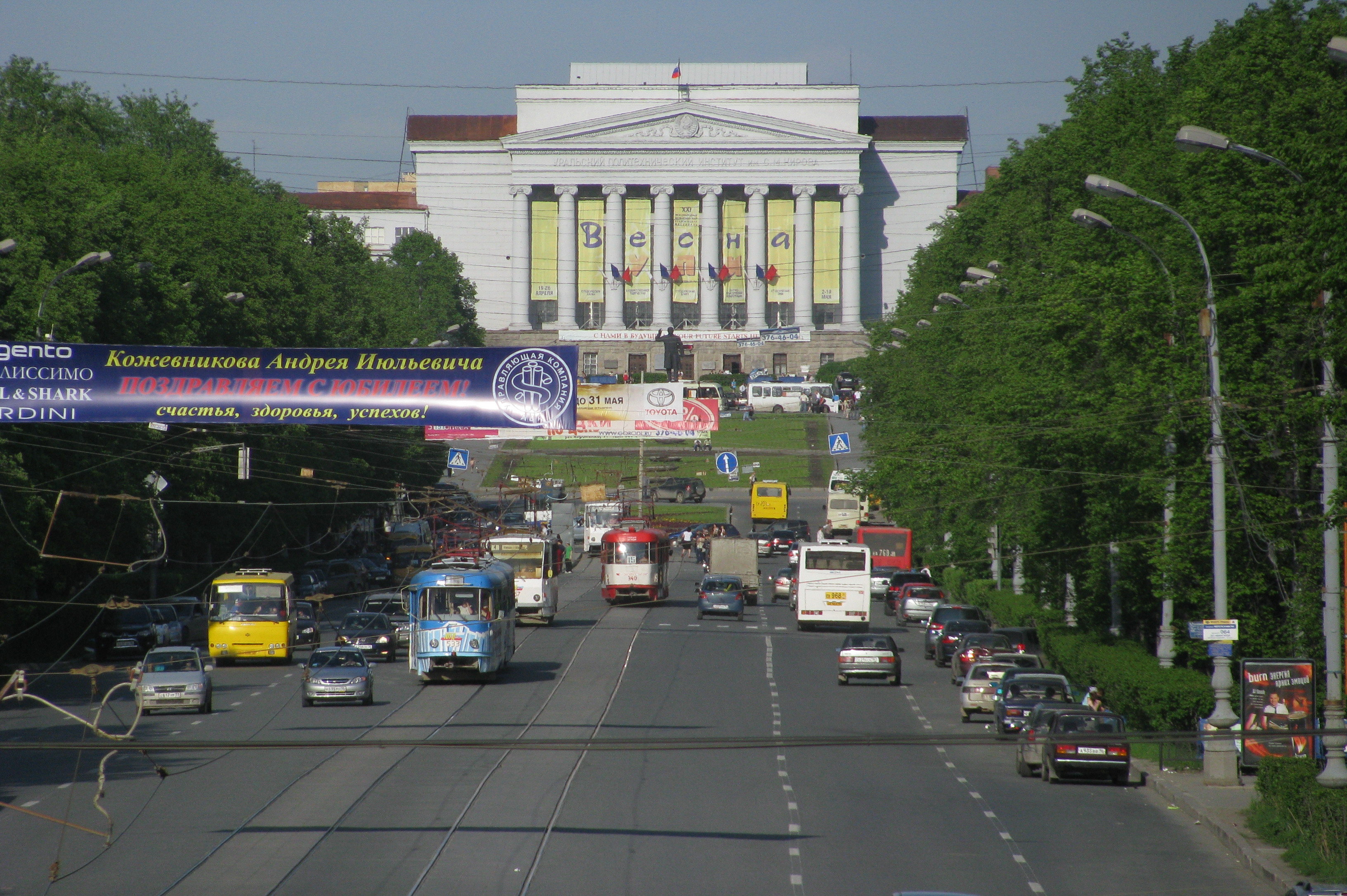
Vue de l'université fédérale de l'Oural, fermant la perspective.

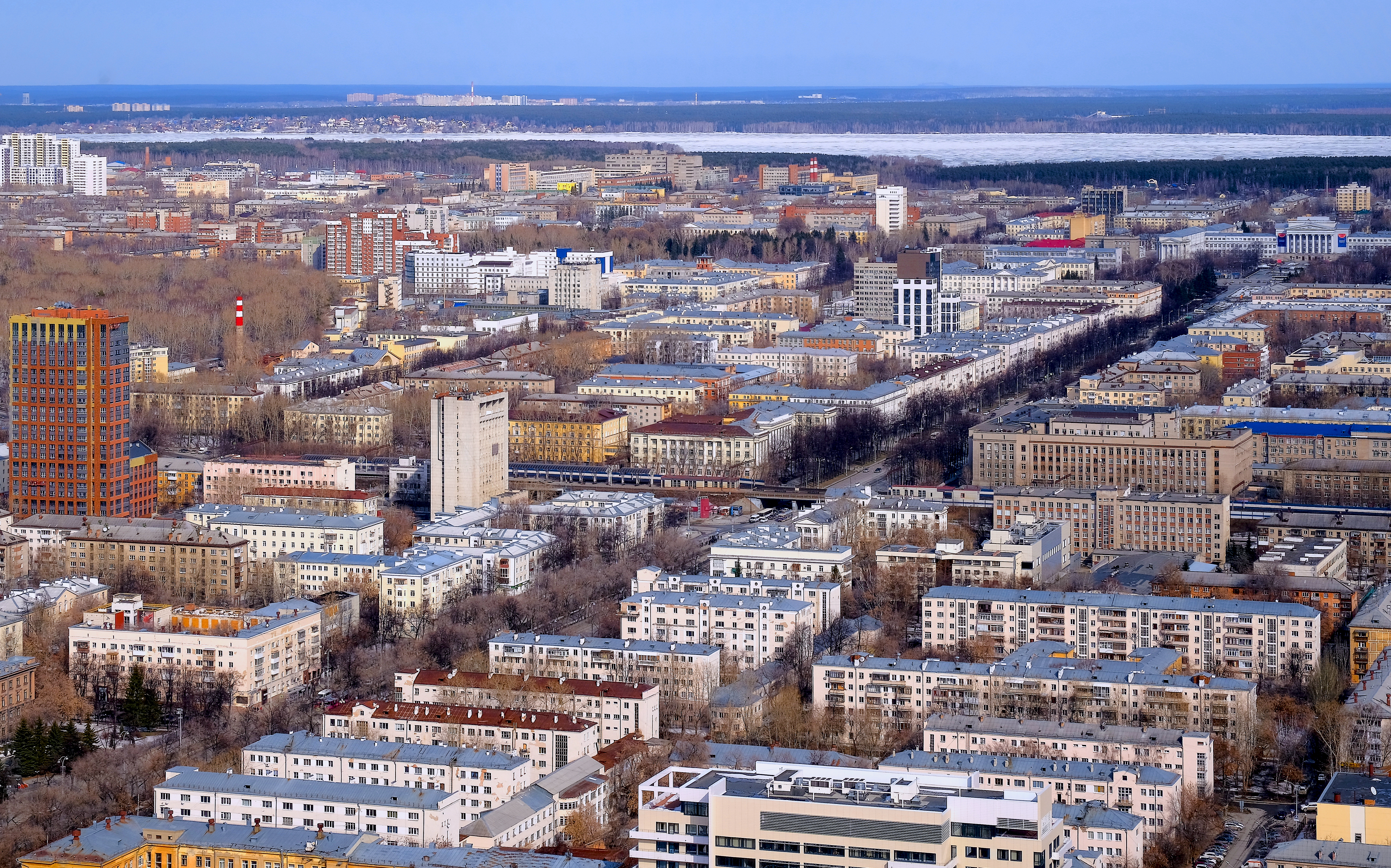
Vue de la perspective depuis le point d'observation du gratte-ciel Vyssotski en 2021.

Dans les années d'après-guerre, l'on construit un quartier de la rue Vostotchnaïa (de l'Est) dans le style du néoclassicisme soviétique (1953-1960), avec l'institut Ouralguipromez et l'école polytechnique de l'Oural qui présente un imposant portique octostyle. En 1954, l'immeuble d'appartements dit de la maison des artistes (n° 46) est élevé avec ses pilastres ioniques en façade. Le bâtiment du conseil économique de l'Oural (Ouralski sovnarkhoz) est construit au n° 51 par Alexandre Taff et en 1957 l'université d'État de l'Oural. Le 18 juillet 1959, la flamme éternelle est allumée sur la fosse commune militaire de la place des Communards. Le 5 septembre 1962, la rue Lénine est renommée en perspective Lénine. L'on refait le théâtre de comédie musicale et le cinéma Sovkino (n° 45, 1962). En 1961, les derniers pâtés de maisons de constructions en bois sont démolis et l'on édifie à la place deux immeubles d'appartements (1962-1963), le n° 53 avec 147 appartements et le magasin Sport et la n° 48 avec 244 appartements. En 1962-1973, le barrage de l'étang de la ville est reconstruit et l'on aménage le square historique. En 1963-1967, l'on bâtit un immeuble d'habitations et l'hôtel Ioubileïnaïa (du Jubilé) avec le magasin Okean. Avec deux exceptions, la perspective Lénine conserve désormais son aspect jusqu'à nos jours.

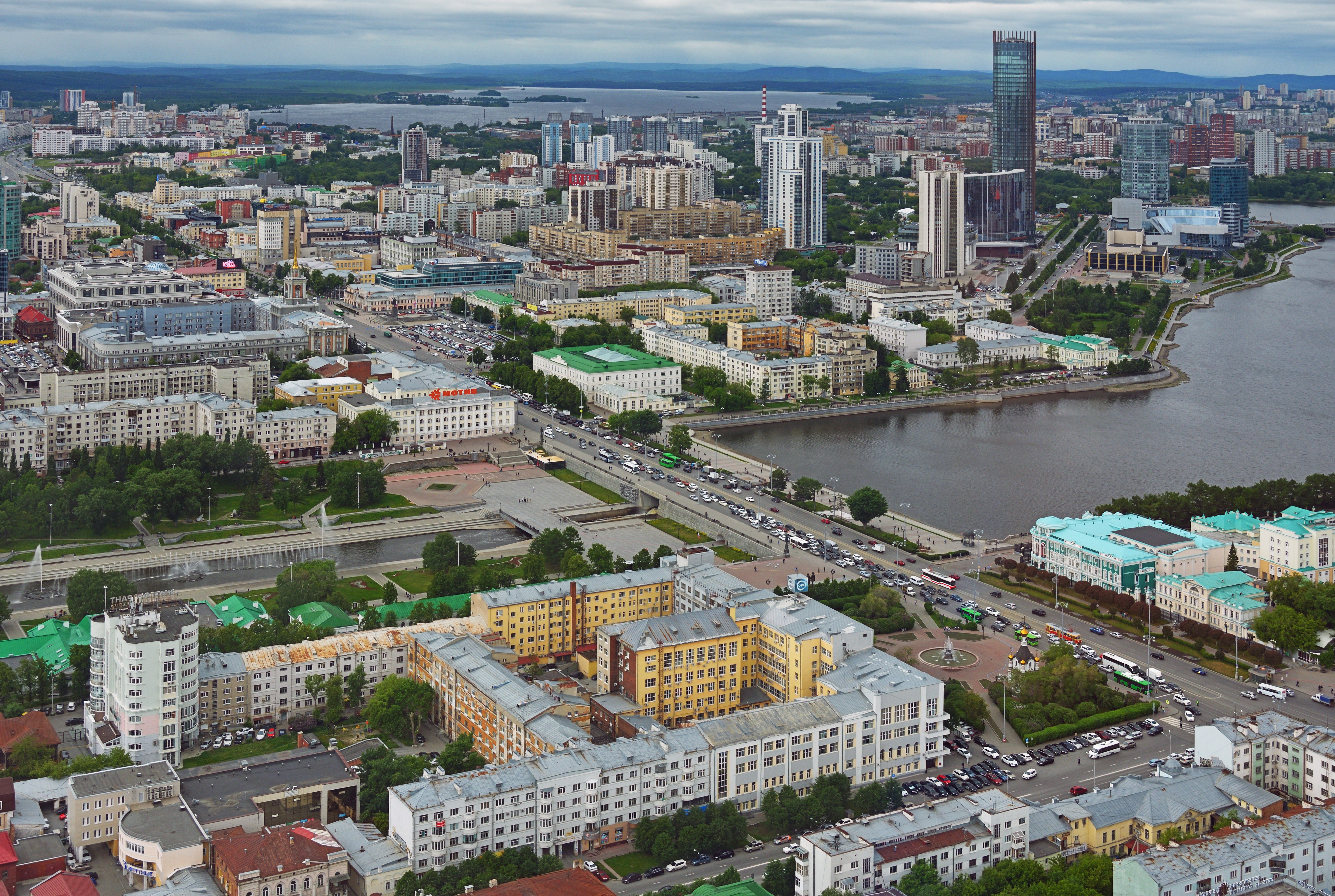
Le barrage de l'étang est une partie de la perspective Lénine.

Un passage souterrain est ouvert en février 1979 au croisement de la rue Vostotchnaïa.
En 1987, l'on construit un bâtiment élevé pour l'usine OTsM (n° 8). Pour le cinquantenaire de la victoire contre l'Allemagne hitlérienne, l'on élève en 1995 devant le bâtiment de l'état-major du district militaire de l'Oural (aujourd'hui district central) une statue du maréchal Joukov (sculpteur: K. Gruenberg). L'on bâtit en 2003 au croisement de la rue Khokhriakov un centre d'affaires avec des bureaux de plusieurs banques, le centre Korine.

## Bâtiments remarquables
- № 1 — Palais de la Jeunesse (1973)
- № 5, 5/1, 5/2, 5/3, 5/4 — complexe d'habitations «4e maison du conseil municipal» (bât. А, Б, В, Г, Д) (1929-1931)
- № 5л — centre de bureaux « Samoliot » («Самолёт», 2005)
- № 6а — immeuble de la filiale d'Ekaterinbourg de la banque d'État (аrch. I.L. Falkovski, 1895), aujourd'hui commissariat militaire de l'oblast de Sverdlovsk
- № 6б — immeuble de la filiale d'Ektaerinbourg de la banque d'État (аrch. M.P. Malakhov, 1847), aujourd'hui commissariat militaire de l'obalst de Sverdlovsk
- № 11а — église Saint-Innocent d'Ekaterinbourg
- № 13 — collège choral de garçons de Sverdlovsk
- № 13А — immeuble d'appartements de l'usine d'affinage
- № 13б — collège italien (université fédérale de l'Oural)
- № 15а — département de lutte contre les crimes économiques de l'oblast de Sverdlovsk
- № 17 — direction principale du ministère de l'Intérieur de Russie pour l'oblast de Sverdlovsk
- № 24а — bâtiment du soviet municipal des députés du peuple de Sverdlovsk
- № 25 — centre commercial et d'affaires « Europe » («Европа») (ancien hôtel particulier des marchands Korobkov)
- № 26 — conservatoire de l'Oural Moussorgski
- № 27 — banque VTB
- № 28 — collège d'État de l'Oural Polzounov
- № 33 — lycée n° 9. C'était avant la révolution le gymnasium classique de garçons (1889).
- № 35 — palais Sevastianov (le long de la place du Travail)
- № 36 — 1er bâtiment du conseil municipal (au bord de la place du Travail)
- № 37 — pharmacie du département des mines, aujourd'hui musée d'histoire de la taille de pierre et de l'art de la joaillerie (place du Travail)
- № 39 — maison des communications (aujourd'hui poste). Avant la révolution se trouvait un bâtiment de pierre d'un étage pour bureaux, bains, magasin et cave de fruits, appartenant à Nadejda Kirillovna Ivanova, de la classe des marchands (1889). Place du travail.
- № 43 — cinéma Colisée (ancien premier théâtre municipal d'Ekaterinbourg)
- № 45, № 47 — théâtre de comédie musicale
- № 49 — maison de l'imprimerie
- № 46а — théâtre d'opéra et de ballet d'Ekaterinbourg
- № 50ж — club des constructeurs (1929-1933, architecte Iakov Kornfeld), devenu en 1943 le studio de cinéma de Sverdlovsk
- № 51 — bâtiment de Sverdlovskougol (1949-1957, arch. Alexandre Taff[2]), plus tard sovnarkhoz de l'Oural, aujourd'hui université d'État de l'Oural Gorki; autrefois il y avait deux hôtels particuliers démolis pour la construction de l'édifice actuel.
- № 52-54 — maison de Gospromoural
- № 64а — lycée n° 88
- № 66 — bâtiment n° 19 de l'УГТУ-УПИ
- № 69/1 — hôtel «Isset»
- № 69/10 — musée régional de Sverdlovsk
- № 71 — quartier général du district militaire central
- № 89 — collège polytechnique de l'Oural, collège économique de l'Oural
- № 91 — collège automobile et routier d'Ekaterinbourg

D'ouest en est
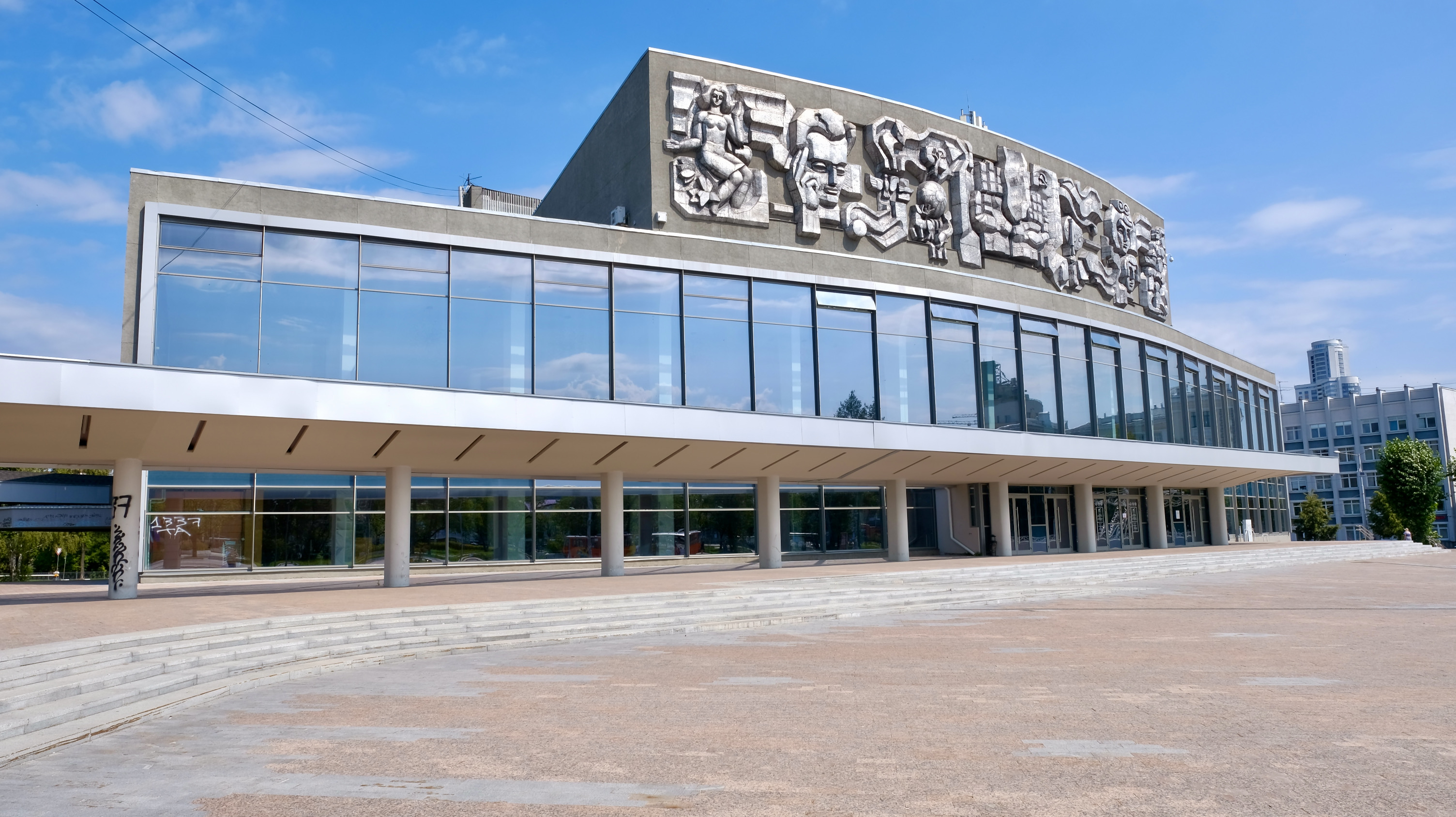
Palais de la Jeunesse.
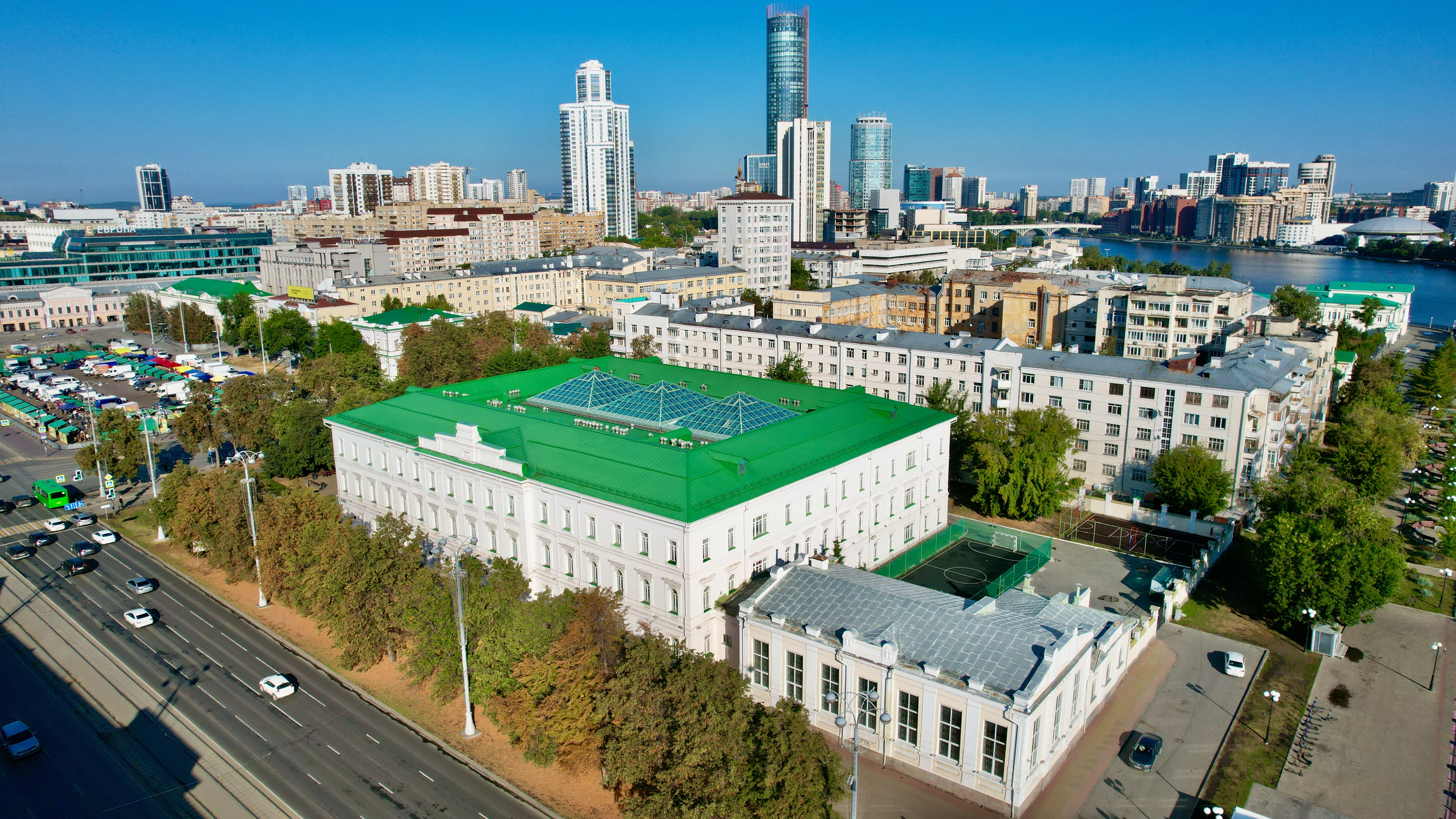
Gymnasium n° 9.
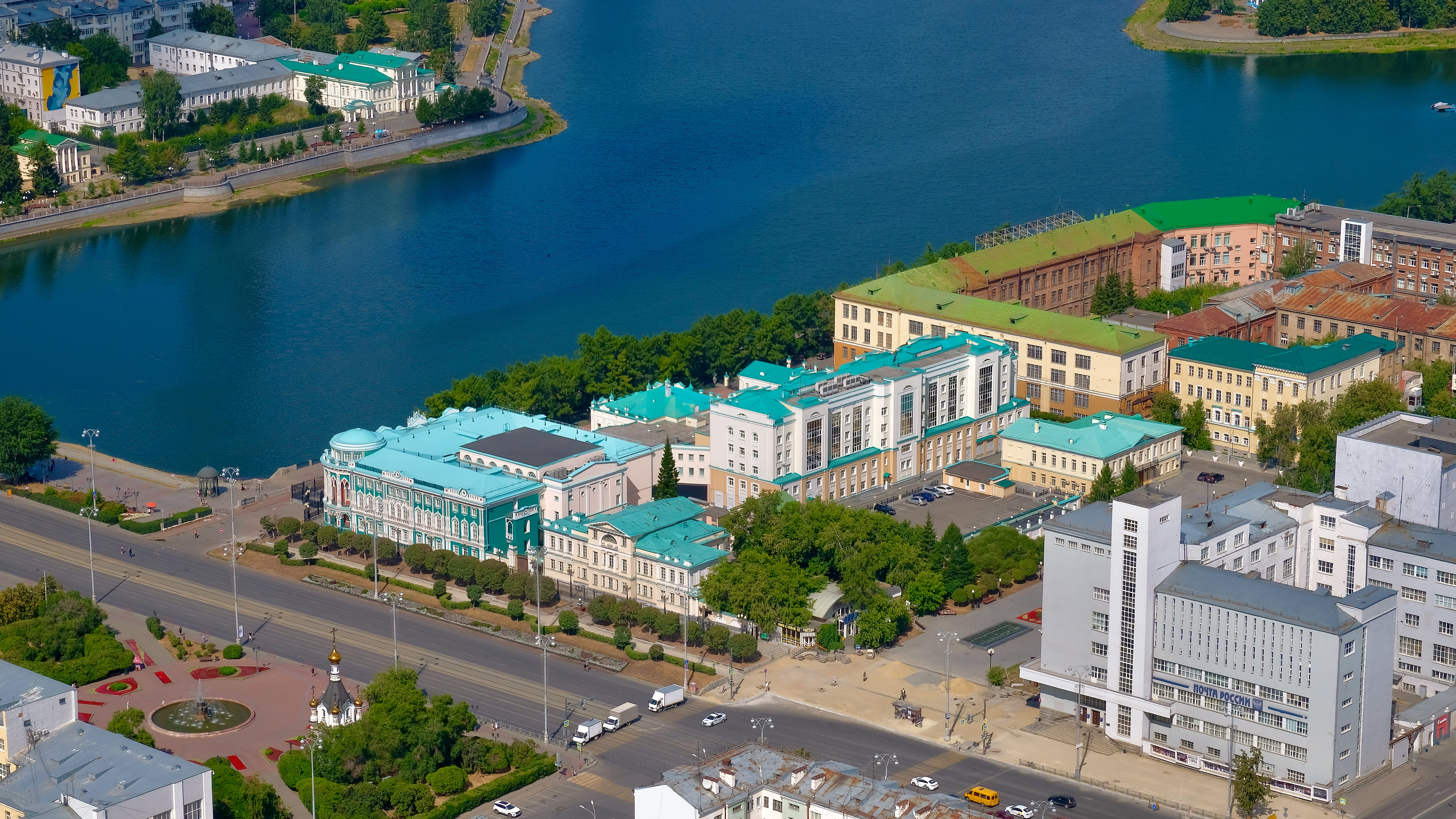
Maison Sevastianov (à gauche) et poste principale.
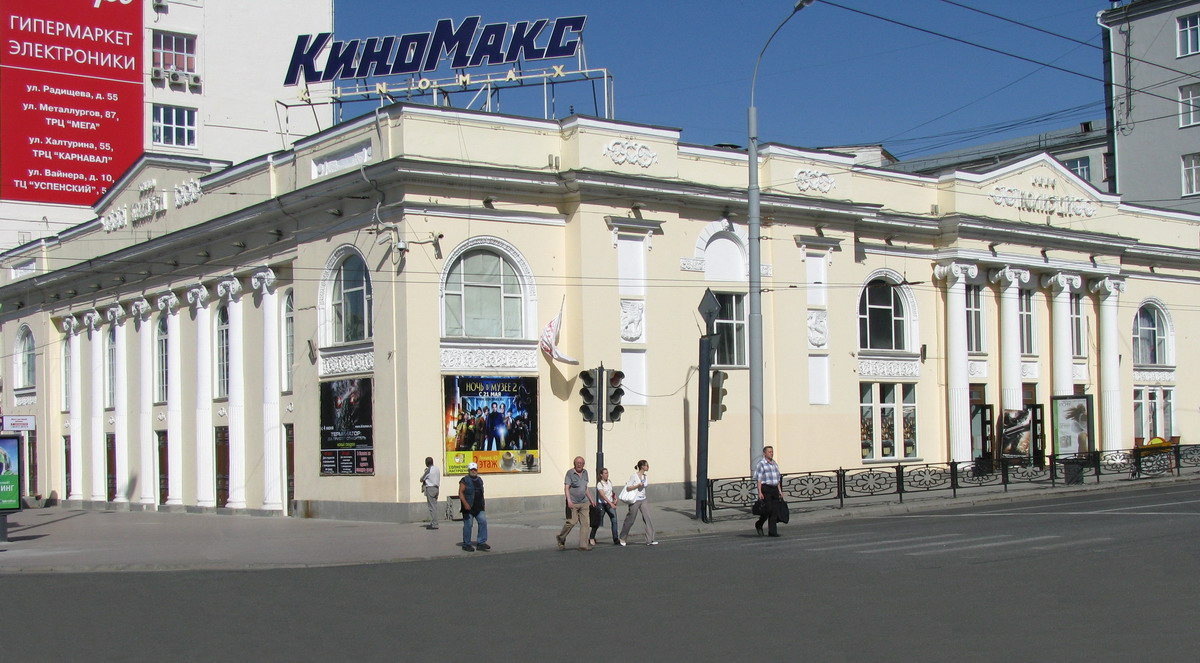
Cinéma Colisée.
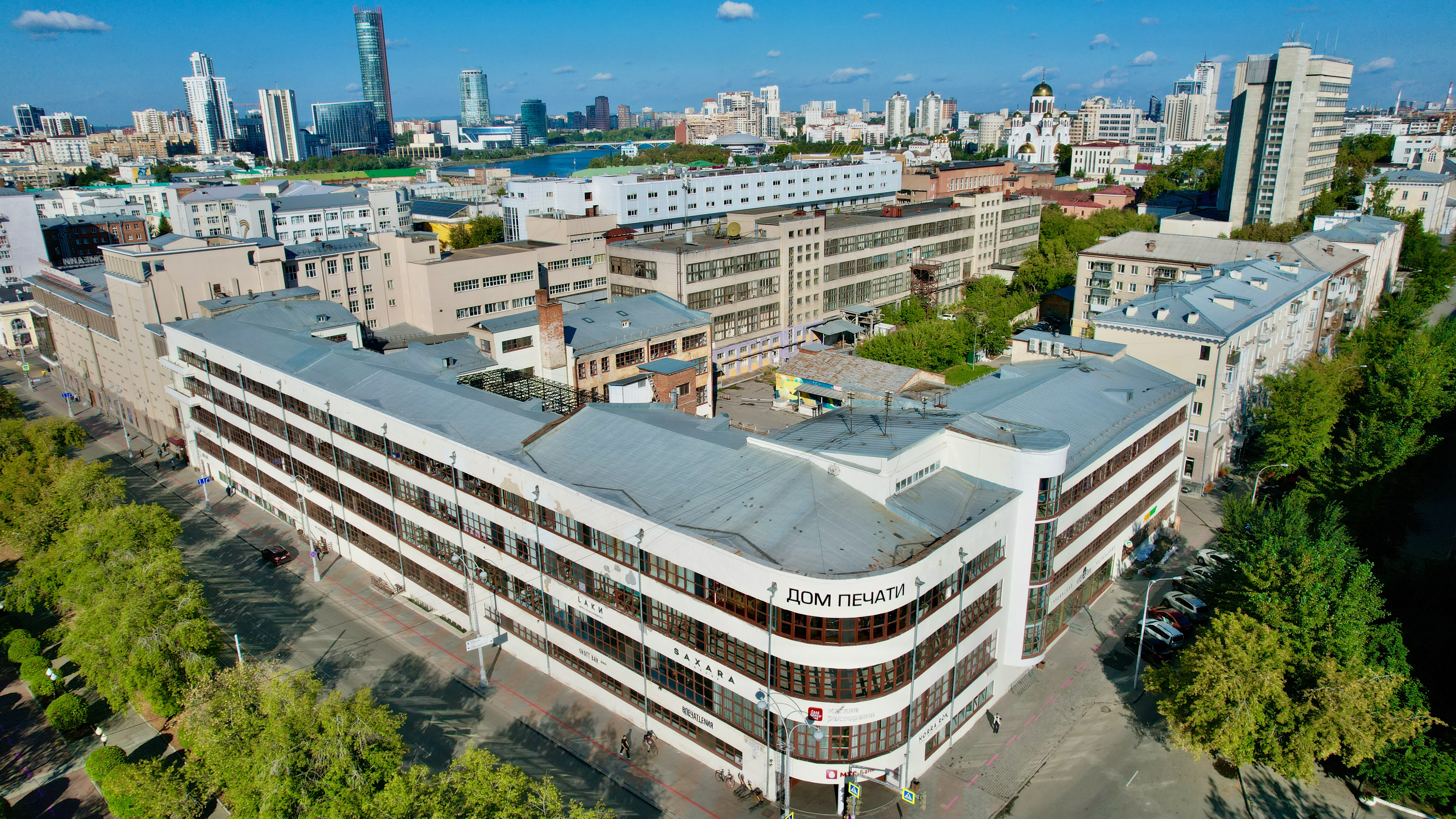
Maison de l'imprimerie.
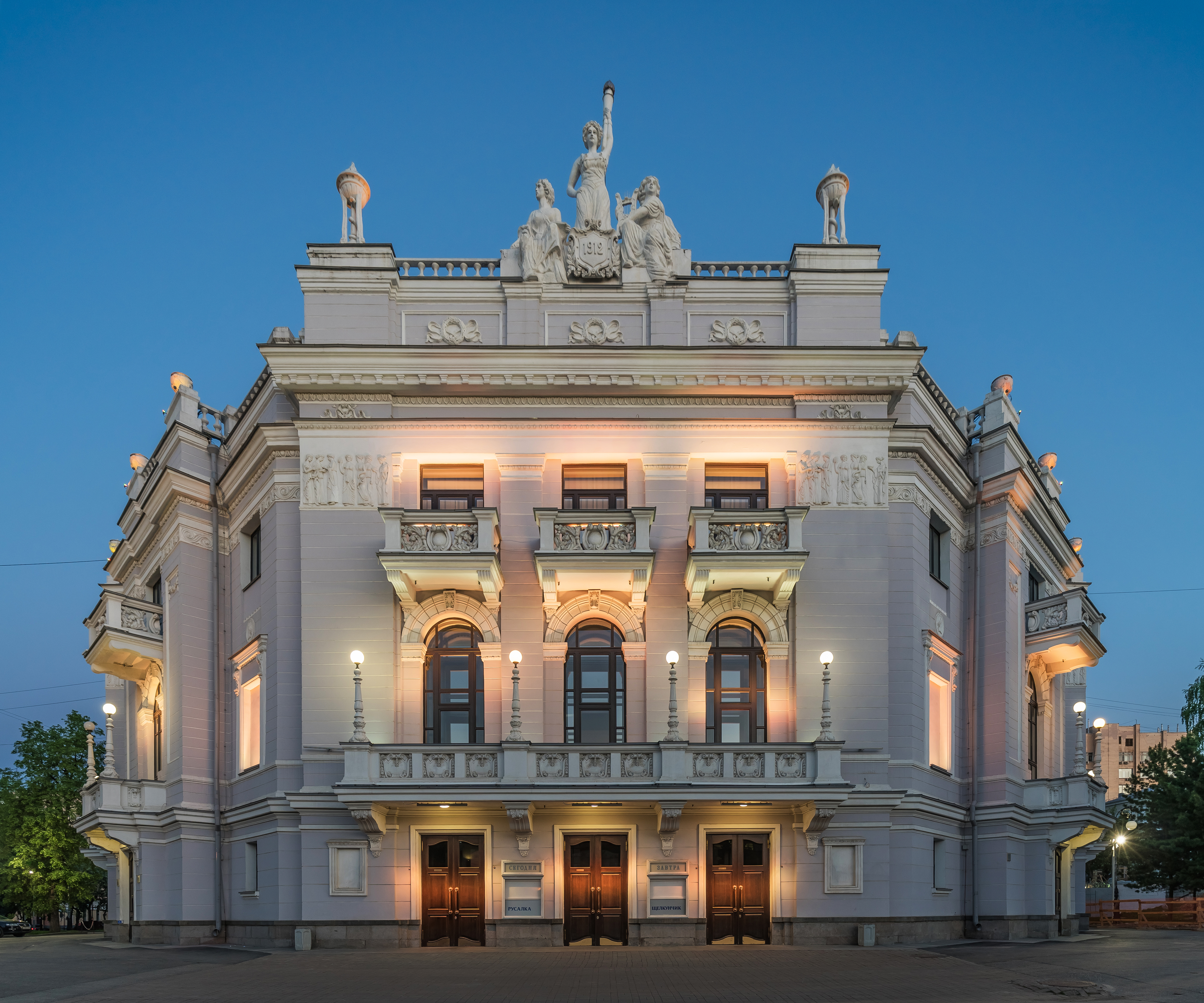
Théâtre d'opéra et de ballet d'Ekaterinbourg
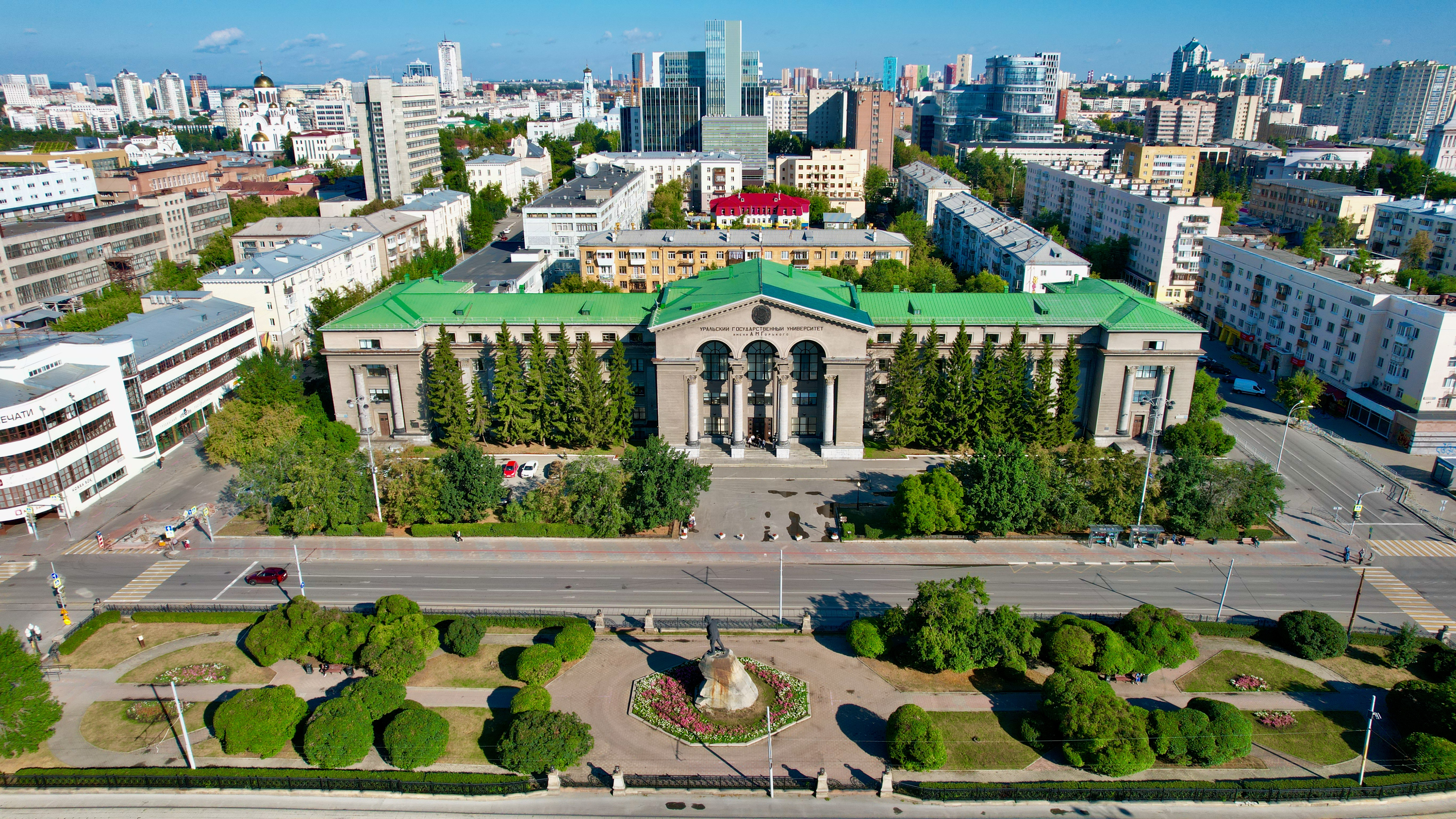
Université d'État de l'Oural Gorki.
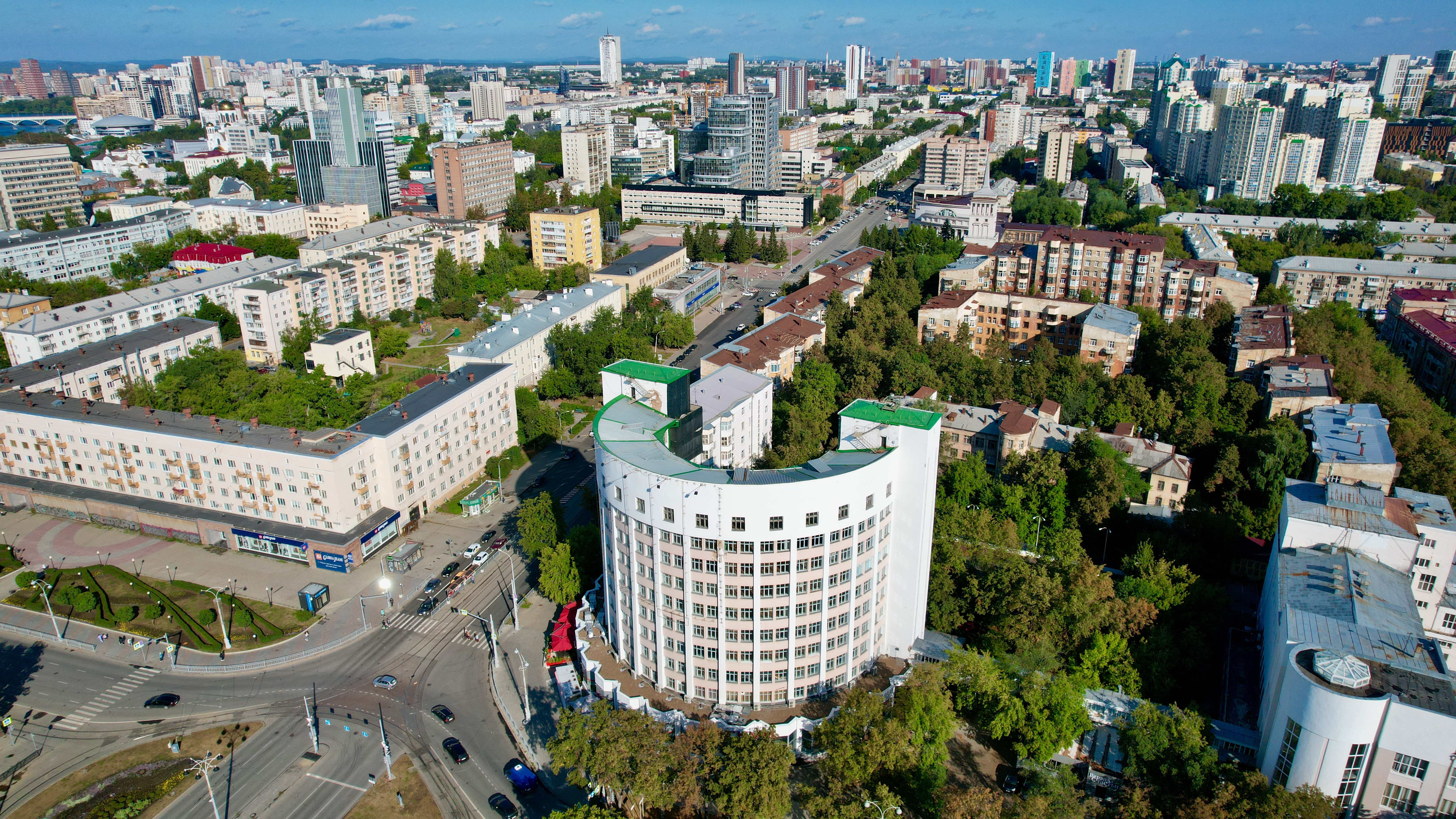
Hôtel Isset.
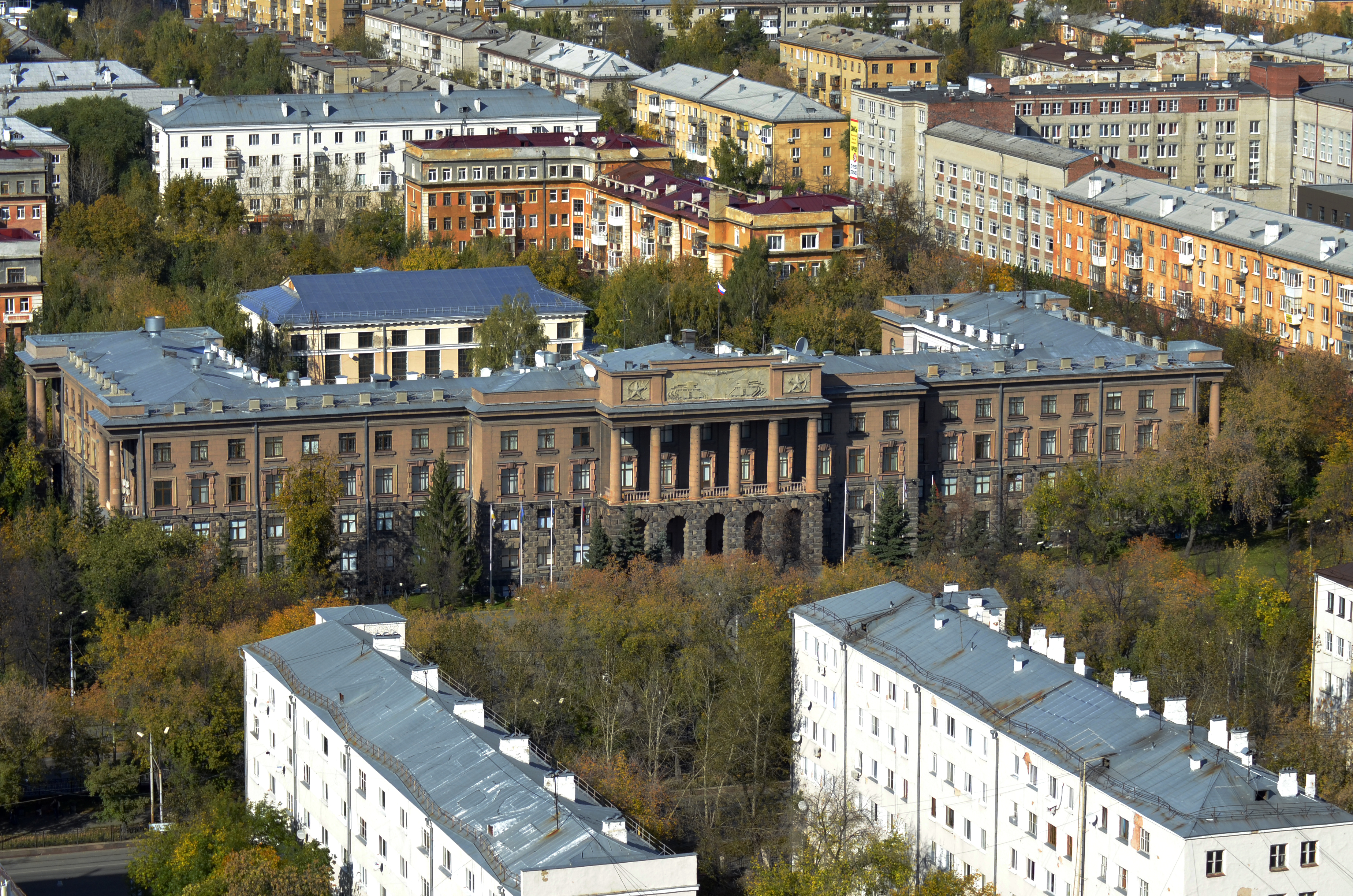
État-major du district militaire central.

## Monuments
- Dans le square à l'angle de la perspective Lénine et la roue Mitchourine, l'on trouve le groupe sculpté Citadins. Conversation
- Devant l'état-major du district militaire central se dresse une statue du maréchal Joukov.
- En face de l'université d'État de l'Oural (n° 51), il y a une statue de Sverdlov.
- Dans le square Popov donnant sur la place du Travail (traversée par la perspective Lénine), il y a un monument en hommage à A.S. Popov, précurseur de la radio.
- Sur la place 1905, se dresse une statue de Lénine.

## Notes et références

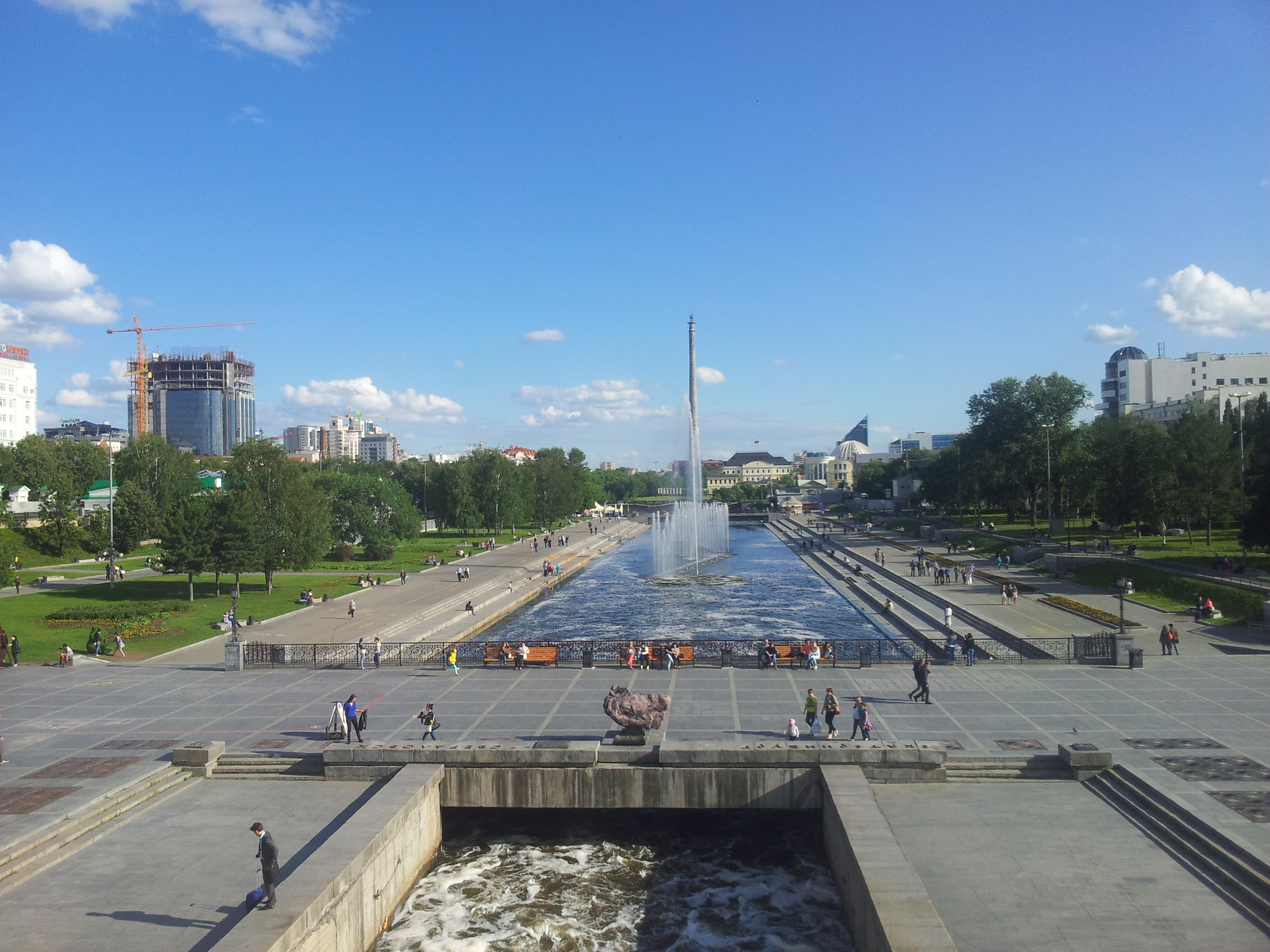
Le square historique.